# 3D Baseball
A 3D Baseball baseball-videójáték, melyet a Crystal Dynamics fejlesztett és jelentetett meg. A játék 1996. október 31-én jelent meg PlayStation, illetve 1996. november 30-án Sega Saturn otthoni videójáték-konzolokra. A 3D Baseball kommentátora Van Earl Wright CNN-sportkommentátor.

## Játékmenet
A játékhoz a Major League Baseball licencét nem, azonban a Major League Baseball Players Association licencét megváltották, így a csapatok álnéven, míg több mint 700 MLBPA-játékos a valós nevén, az 1995-ös szezont tükröző statisztikával, illetve 50 játékos a saját ütőállásással szerepel. A játékban mindössze 4 általános stadion kapott helyet.
Az egy teljes szezont feldolgozó szezonmódban a játékosok a választott csapatukat vagy annak vezérigazgatóját irányíthatják. Utóbbiban a játékosokra hárul többek között a csapatkeret összeállítása, az ütő- és futójátékosok becserélése, valamint a játékosok szerződésének kezelése is. A játékosok a szezonmód hosszát is megszabhatják, illetve a mesterséges intelligencia vagy egy másik játékos ellen barátságos mérkőzéseket is játszhatnak.

## Fejlesztés
A baseballjátékosok animációját a Real Motion Control („valódi mozgásirányítás”) nevű új animációs folyamattal készítették el, melyhez a motion capture technikát is alkalmazták. Sam Player játéktervező elmondása szerint „Azért néz ki minden [mozgás] szaggatottnak a [legtöbb motion capture] játékban, mivel a gépek nem tudják a valós idejű animációhoz szükséges összes képkockát eltárolni és körülbelül minden ötödiket jelenítik csak meg. Mi felépítjük a poligonmodelleket, minden modellt ízületekre bontunk fel, majd lekövetjük minden egyes ízület mozgásgörbéjét. Ez után ezeket a görbéket mentjük el az animáció minden egyes különálló képkockája helyett.”

## Fogadtatás
| Összegzőoldal | Értékelés | Értékelés |
| Összegzőoldal | PS        | Saturn    |
| ------------- | --------- | --------- |
| GameRankings  | 74%       | 78%       |

| Szerző                  | Értékelés | Értékelés |
| Szerző                  | PS        | Saturn    |
| ----------------------- | --------- | --------- |
| GamePro                 | 2,2/5     | 2,6/5     |
| GameRevolution          | 8/10      | 8/10      |
| GameSpot                | 7,6/10    | 7/10      |
| Next Generation         | N/A       | [ 12 ]    |
| The Electric Playground | 6/10      | N/A       |
| Sega Saturn Magazine    | N/A       | 17/30     |

A játék kedvező kritikai fogadtatásban részesült. A Saturn-verzióról írt tesztekben gyakran megemlítették, hogy a játék finoman kidolgozott poligonmodelljeivel és a motion capture eljárással elkészített animációival az addigi legélethűbb videójátékos baseballjátékosokat alkották meg. A kritikusok szerint ezzel szemben a játékmenet ugyan jobb vagy legalább felér a legtöbb baseballjátékhoz, azonban a korszak vezető címeivel, így a World Series Baseball II-vel és a Triple Play 97-tel szemben alulmarad. Scary Larry a GamePro hasábjain külön kiemelte a védőjátékok során az irányításból fellépő kellemetlenségeket.
Hugh Sterbakov a GameSpot weboldalon közölt cikkében dicsérte a PlayStation-verzió realizmusát és Van Earl Wright hangját, azonban a Major League Baseball-csapatok, -logók és -stadionok, illetve az all-star, a hazafutás-verseny és a rájátszás módok hiányát már negatívumként emelte ki. Johnny Ballgame a GamePro magazinban megjelent elemzésében kedvezőtlenebb véleménnyel volt; megjegyezte, hogy „ugyan a grafika a baseballjátékok élmezőnyben van, azonban a játékmenet a legrosszabbak közé szorult”. Kiemelte, hogy a kamera védőjátékosra közelítése miatt nehéz megállapítani, hogy éppen mi történik, és a fizika is rendkívül pontatlan. A Game Revolution dicsérte a játék „kiemelkedő” háromdimenziós grafikáját, a valós ütőállásokat és ütéseket, a „nagyszerű” hangeffekteket és kommentárt, a versenyképes játékmenetet és a játékoscserék révén frissíthető csapatokat. A japán Sega Saturn Magazine írói dicsérték a játékosok animációját és a mérkőzések valósághű hangulatát, azonban az olyan „feltűnő” tulajdonságok hiányát, mint a hazafutásöröm-animációk már negatívumként emelték ki.

## Fordítás
- Ez a szócikk részben vagy egészben a 3D Baseball című angol Wikipédia-szócikk ezen változatának fordításán alapul.  Az eredeti cikk szerkesztőit annak laptörténete sorolja fel. Ez a jelzés csupán a megfogalmazás eredetét és a szerzői jogokat jelzi, nem szolgál a cikkben szereplő információk forrásmegjelöléseként.